# Mitra stictica
Mitra stictica é uma espécie de molusco gastrópode marinho da família Mitridae, classificada por Link em 1807.

## Descrição e hábitos
Mitra stictica atinge pouco mais de 8.5 centímetros de comprimento quando desenvolvida. Sua concha pesada possui uma série de nódulos na parte superior das voltas mais desenvolvidas de sua espiral (espiral coronada). Neste caso, similar à espécie Mitra papalis, porém em Mitra stictica a coloração das manchas avermelhadas sobre o corpo é mais pálida, puxada para o abóbora, e abrangente. Espiral com duas fileiras de furos profundos em voltas iniciais que desaparecem na penúltima volta. Columela com quatro dobras que a acompanham por todo o interior da espiral. Superfície da concha branca com inúmeras manchas laranja avermelhadas, mais ou menos pálidas. Lábio finamente serrilhado e abertura da concha de coloração creme.
Os moluscos do gênero Mitra são caramujos carnívoros e predadores que vivem por sob a areia. Mitra stictica vive em recifes de coral, sob rochas.

## Distribuição geográfica
Esta espécie é encontrada na região do Indo-Pacífico, abrangendo leste da África, Japão, Vietnã, Filipinas, Nova Guiné, Havaí e a Grande Barreira de Coral de Queensland, na Austrália.